# Norfolk (Kanada)
Uzasadnienie: artykuły o tym samym

położenie miejscowości

Norfolk – samodzielna miejscowość (oficjalnie Norfolk County, czyli hrabstwo, aczkolwiek jedynie z nazwy) w południowym Ontario, w Kanadzie. Miejscowość liczy 60847 mieszkańców (2001) i zajmuje obszar 1606,95 km². Średnia gęstość zaludnienia wynosi 37,9 osoby na km². Norfolk jest 35. największym ośrodkiem w Ontario i 81. w Kanadzie.
Norfolk powstało w 2001 poprzez rozłączenie Regionu Haldimand-Norfolk. Region z kolei został utworzony w 1974 z Hrabstwa Haldimand i Hrabstwa Norfolk.
Haldimand obejmuje 34 ośrodki komunalne:
- Andy's Corners
- Bealton
- Boston
- Cleer Creek
- Cortland
- Cultus
- Delhi
- Fairground
- Forestville
- Frogmore
- Glen Meyer
- Greens Corner
- La Salette
- Langton
- Long Point
- Mambee's Corners
- Normandale
- Port Dover
- Port Rowan
- Port Ryerse
- Renton
- Silver Hill
- Simcoe
- South Middleton
- St. Williams
- Teeterville
- Turkey Point
- Vanessa
- Villa Nova
- Vittoria
- Walsh
- Walsingham
- Waterford
- Wilsonville